# Calamus tetradactyloides
Calamus tetradactyloides är en enhjärtbladig växtart som beskrevs av Karl Ewald Maximilian Burret. Calamus tetradactyloides ingår i släktet Calamus och familjen Arecaceae. Inga underarter finns listade i Catalogue of Life.